# St. Nicolai (Kleingölitz)

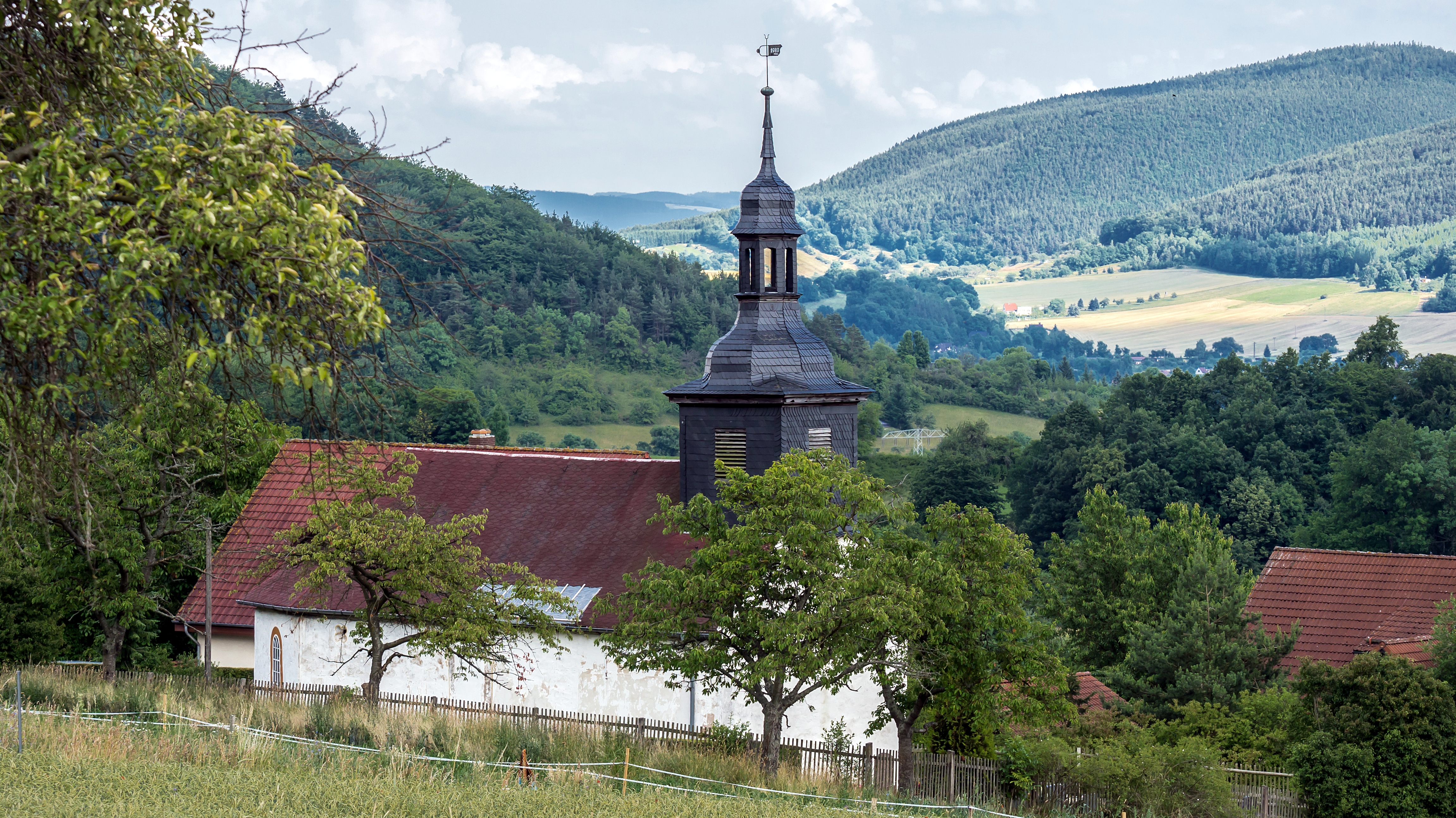
Kirche in Kleingölitz, Thüringen

Die evangelische Dorfkirche St. Nikolai steht im Ortsteil Kleingölitz der Stadt Bad Blankenburg im Landkreis Saalfeld-Rudolstadt in Thüringen.

## Geschichte
1465 wurde eine bestehende Kapelle mit Altären für die Heiligen Laurentius und Caecilia einem Vikar zur Nutzung übertragen. 1482 erhielt diese eine Schenkung von Kath. Markgraf aus Erfurt.
1734 (Jahreszahl über der Südtür) entstand im Zuge einer Renovierung der bestehenden Kapelle die heutige Kirche, die 1854 restauriert wurde.
Ihre Ausstattung ist bescheiden. Das Kirchenschiff besitzt eine Holztonne, Rundbogenfenster und rechteckige Türen mit Sturz. Zu den Emporen führt ein gesonderter Zugang.
Auf dem Westgiebel steht der beschieferte Dachreiter mit achteckiger Schweifkuppel, Turmknopf und Wetterfahne. Im Dachreiter befindet sich eine Bronzeglocke aus dem Jahr 1816.

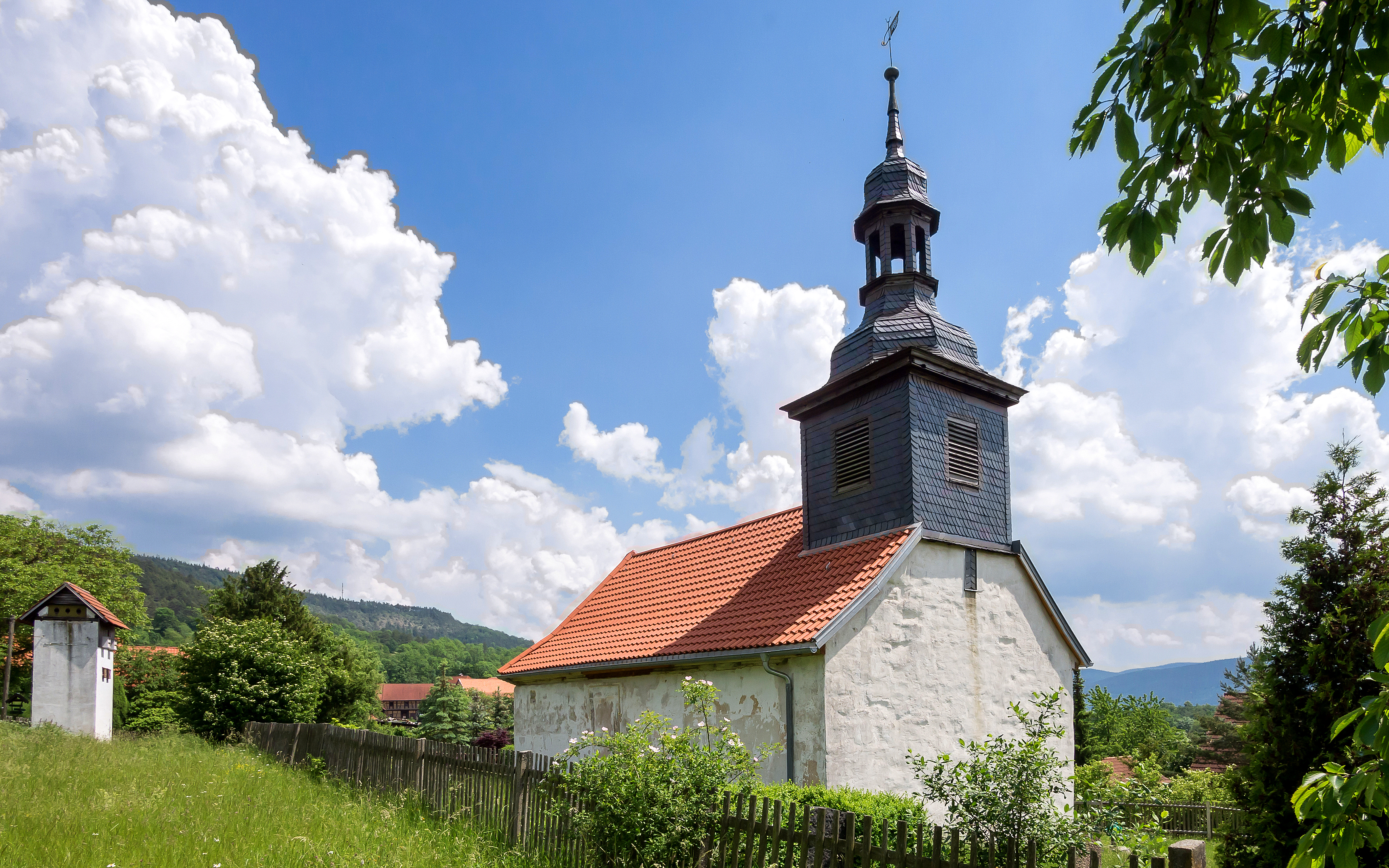
St. Nicolai Nordwestansicht
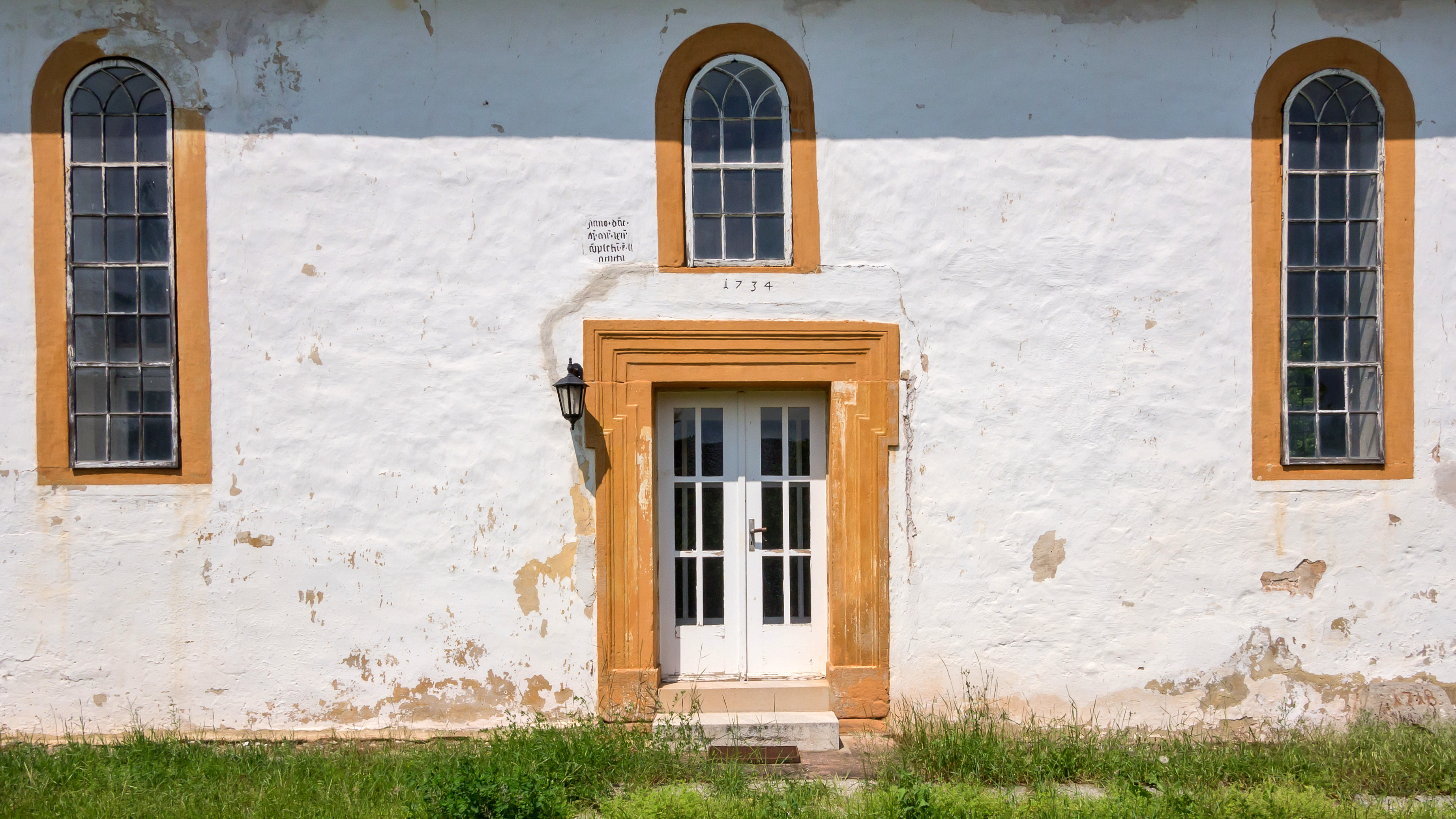
Eingang Südseite
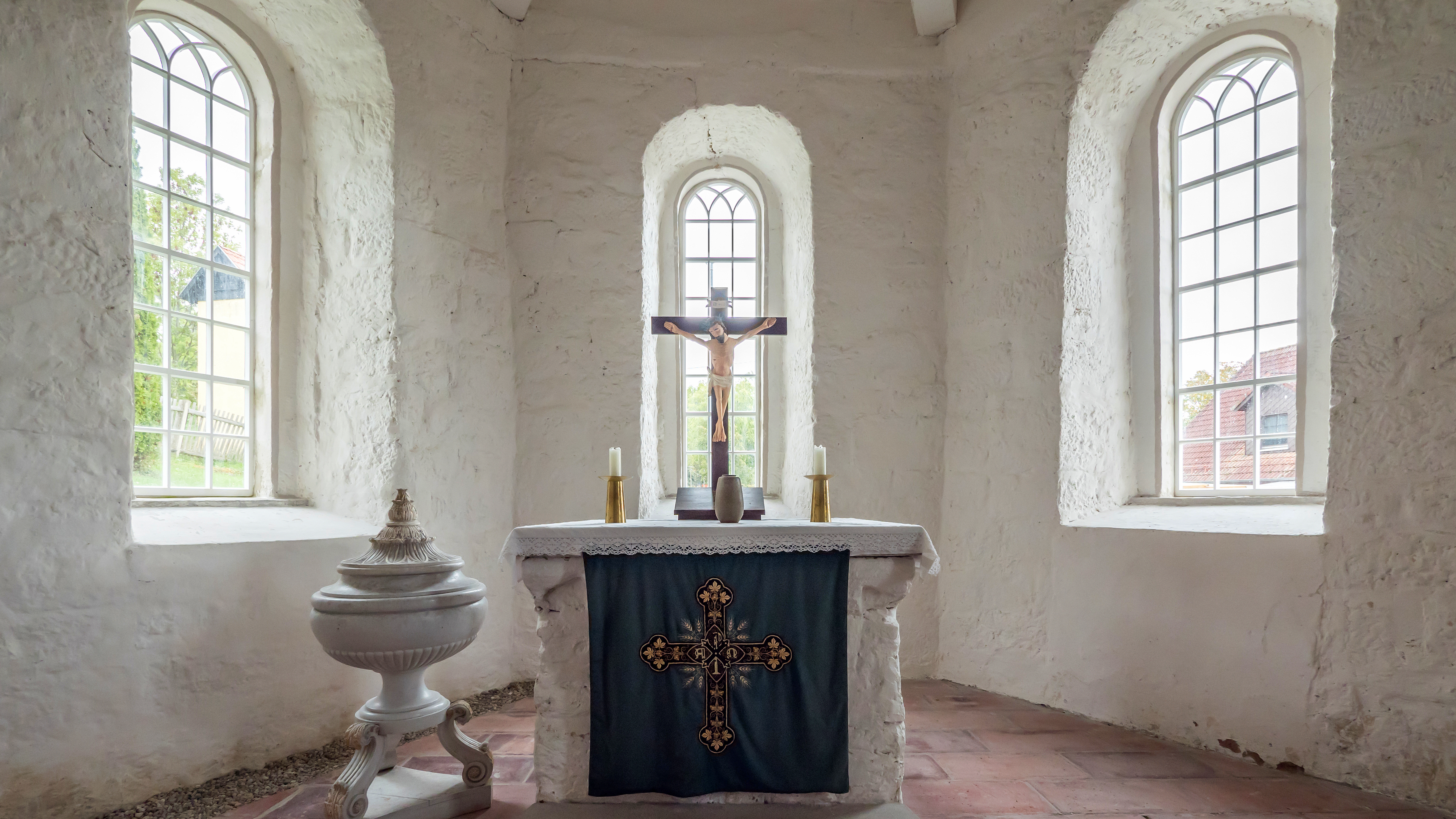
Altar und Apsis
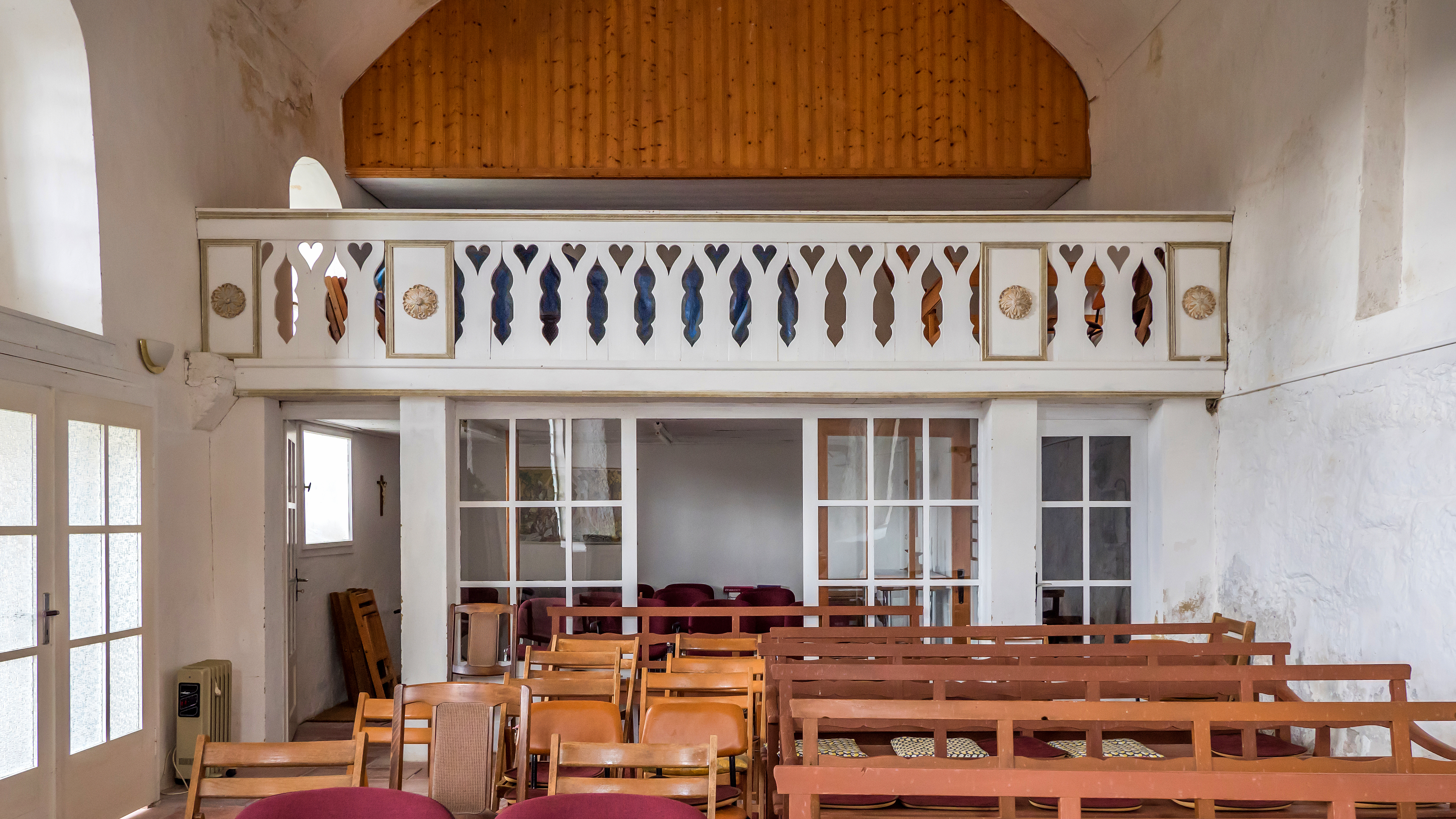
Empore